# Marcin Rogala
Marcin Rogala herbu Rogala (zm. przed 19 września 1613 roku) – podsędek bełski od 1586 roku.
Poseł na sejm pacyfikacyjny 1589 roku z województwa bełskiego, podpisał traktat bytomsko-będziński.